# Mircea Eliade

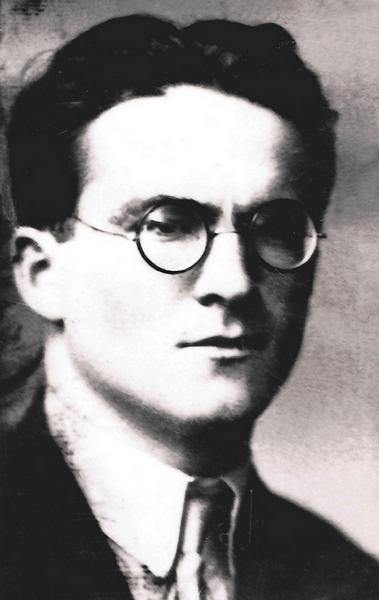
Eliade als jongeman

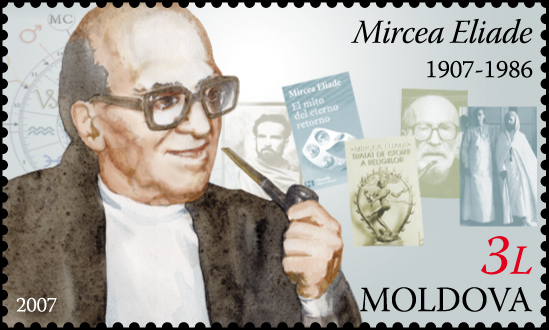
Postzegel van Moldavië, gewijd aan Eliade

Mircea Eliade (Boekarest, 9 maart 1907 - Chicago, 22 april 1986) was een godsdiensthistoricus en schrijver van Roemeense afkomst. Naast wetenschappelijk werk publiceerde hij fantasy en een autobiografie.

## Levensloop
Van 1925 tot 1928 studeerde Eliade filosofie aan de Universiteit van Boekarest. Daar ontmoette hij Emil Cioran en Eugène Ionesco: dit drietal werd vrienden voor het leven. Eliades loopbaan als godsdiensthistoricus begon met een driejarige studieperiode in India. In 1932 keerde hij terug naar Boekarest, waar hij een jaar later promoveerde op een studie over yoga, die in het Frans zou verschijnen onder de titel Yoga: Essai sur les origines de la mystique Indienne.
Eliade behoorde evenals Cioran en Ionesco tot de Generatie '27 (Generația '27). Zij waren actief in het literaire genootschap Criterion, dat onder invloed stond van Nae Ionescu, de mystiek-conservatieve logicus bij wie ook Eliade colleges had gevolgd. Eliade koesterde in zijn jonge jaren evenals andere leerlingen van Ionescu sympathie voor de extreemrechtse IJzeren Garde (Garda de Fier). Niet onomstreden is de vraag of hij daadwerkelijk lid is geweest van deze organisatie en in hoeverre deze connectie een invloed van betekenis op zijn wetenschappelijke werk zou hebben gehad. Tijdens de oorlogsjaren werkte Eliade, die vele talen beheerste, als Roemeens diplomaat in Londen en Lissabon. Na de oorlog keerde hij niet terug naar Roemenië: hij vestigde zich aanvankelijk in Frankrijk en in 1956 in de Verenigde Staten. Vanaf 1966 was hij Amerikaan.
Op het gebied van de godsdienstgeschiedenis trok zijn werk over sjamanisme, yoga en kosmologische mythen de meeste aandacht. Zijn denken is sterk beïnvloed door de traditionalistische school. Eliade heeft een bijdrage geleverd aan het populariseren van dit gedachtegoed.
De sectie godsdienstgeschiedenis van de Universiteit van Chicago draagt de naam van Mircea Eliade als erkenning voor zijn brede bijdrage tot het onderzoek naar dit onderwerp.
Tot de leerlingen van Eliade behoort onder andere Ioan Petru Culianu.
In 1975 werd hij lid van de Académie royale de langue et de littérature françaises de Belgique.